# Automobiles Sigma

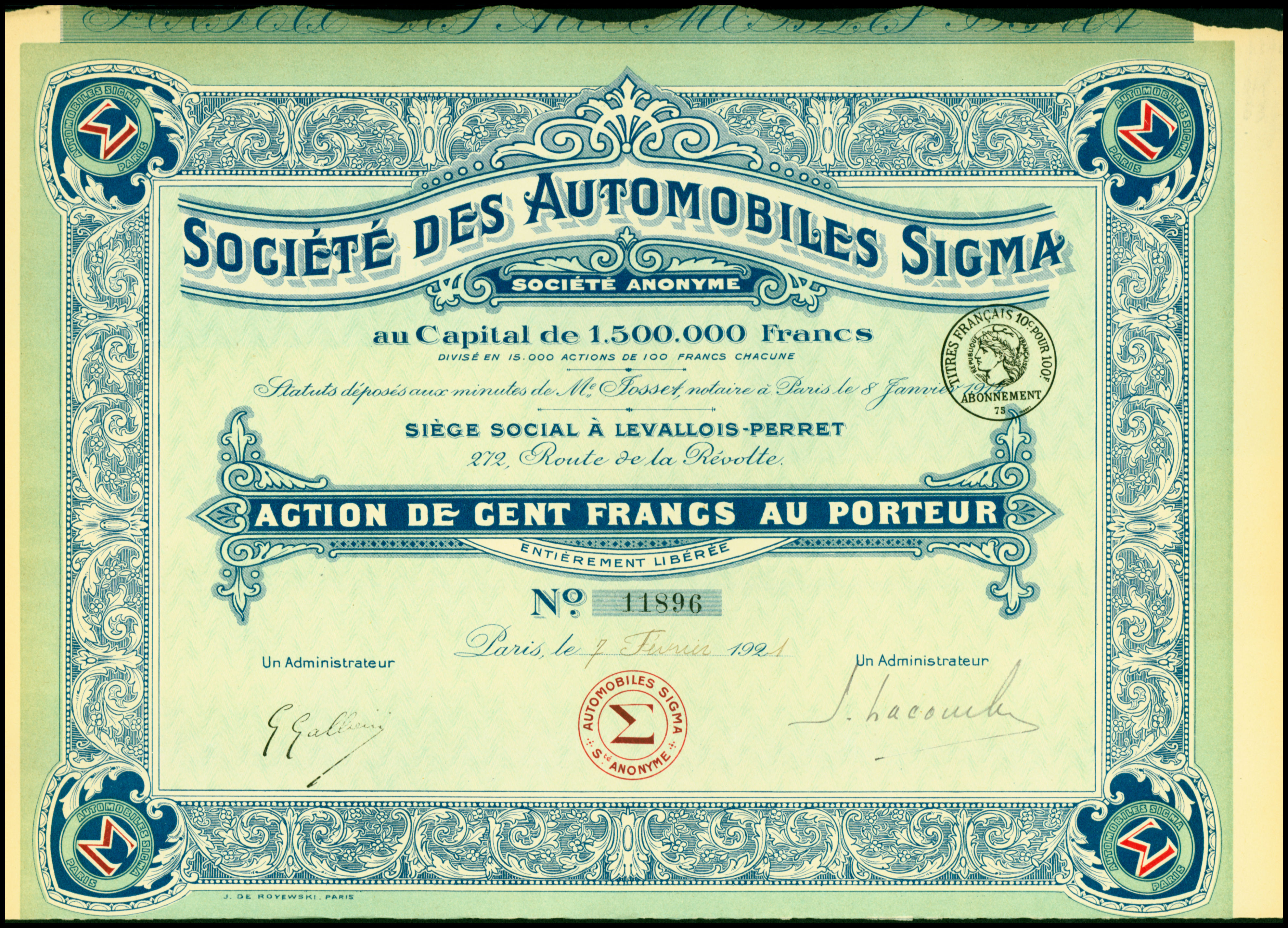
Aktie über 100 Francs der Automobiles Sigma SA vom 7. Februar 1921

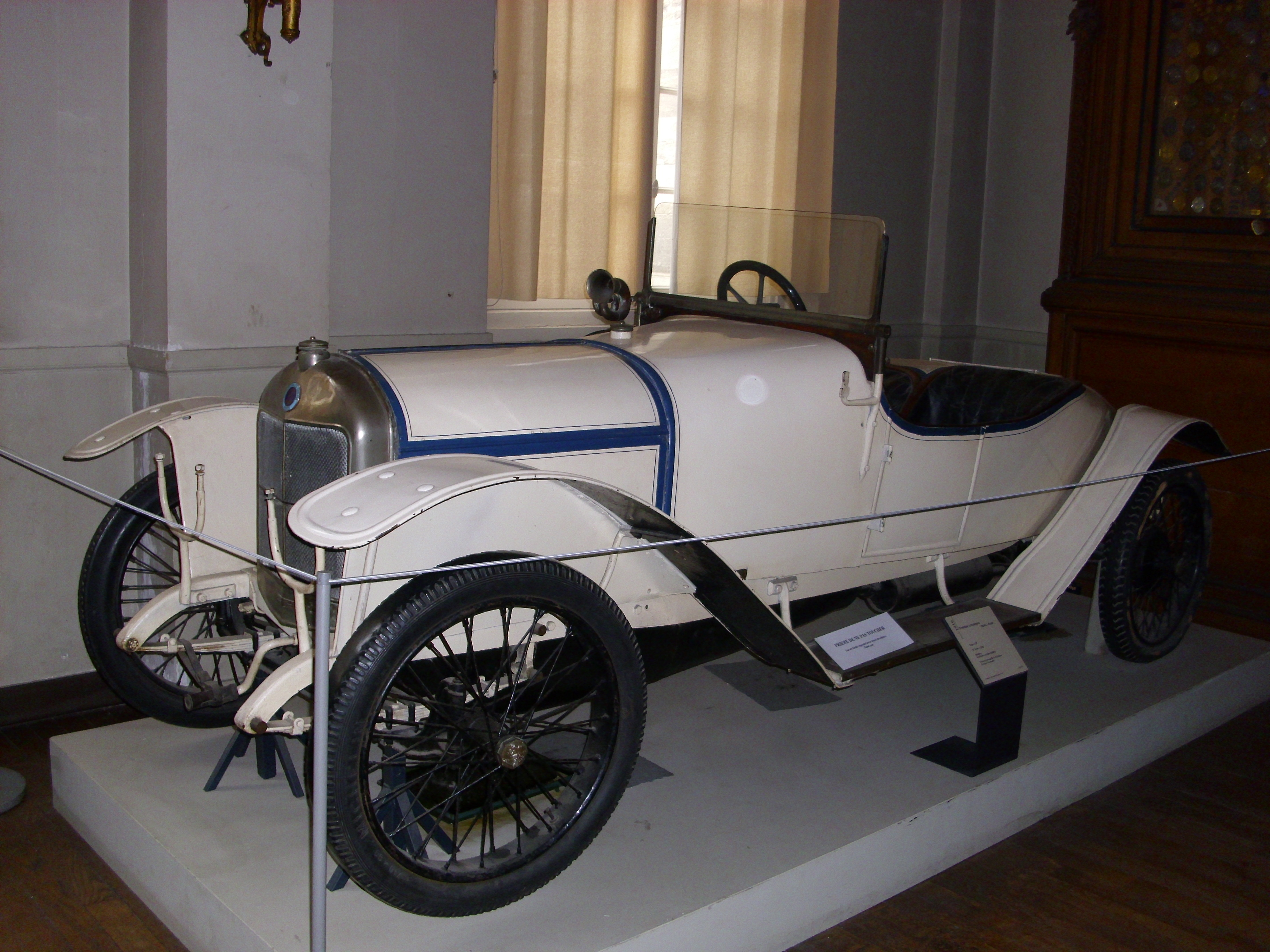
Sigma von 1916

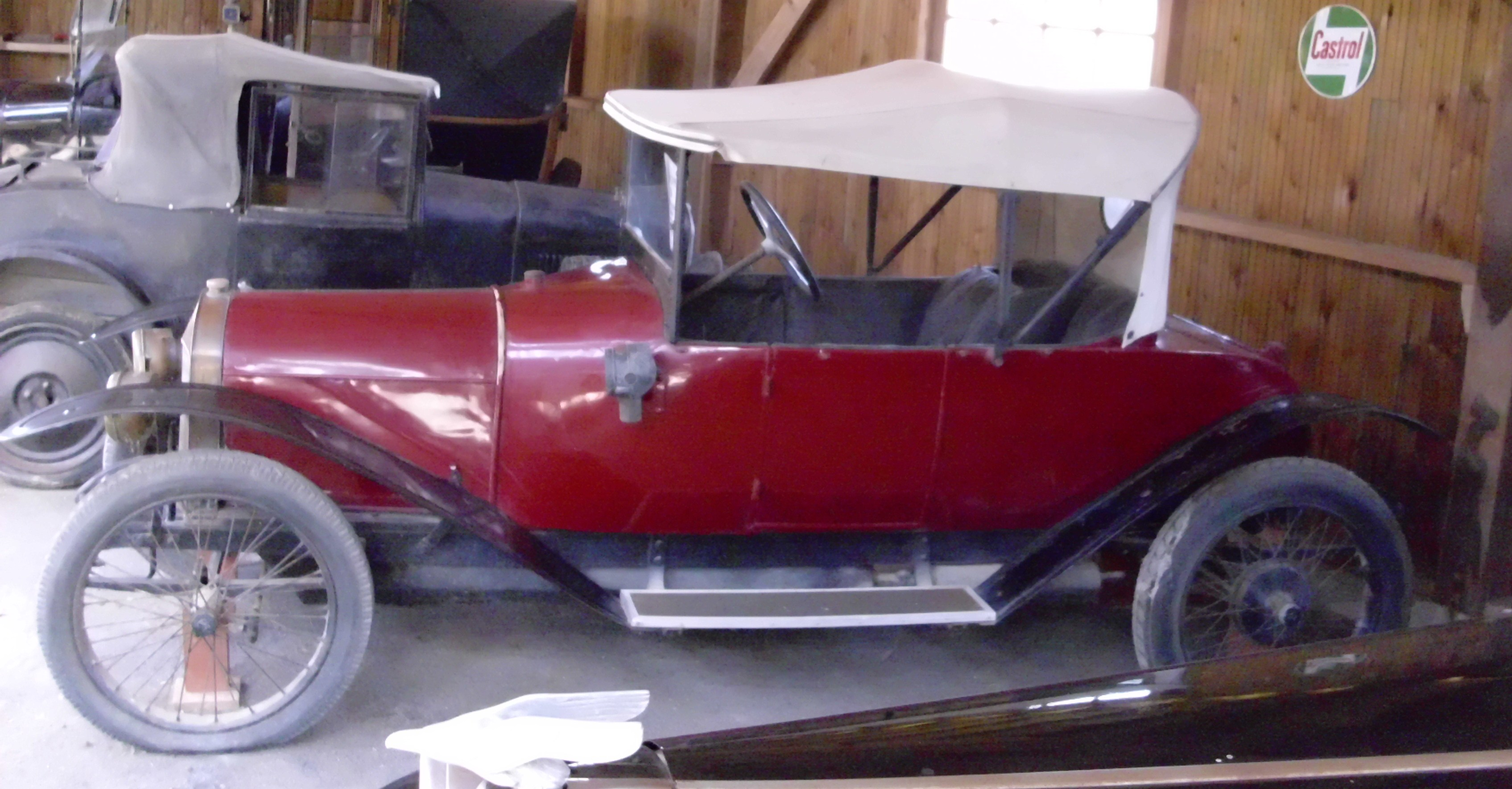
Sigma von 1916

Die Société des Automobiles Sigma war ein französischer Hersteller von Automobilen.

## Unternehmensgeschichte
Das Unternehmen aus Levallois-Perret begann 1913 mit der Produktion von Automobilen. Der Markenname lautete Sigma. 1928 endete die Produktion. Die jährliche Produktion in den frühen 1920er Jahren betrug maximal 200 Fahrzeuge, später erheblich weniger.

## Fahrzeuge
Bei den ersten Modellen 8 CV, 11 CV, 15 CV und 20 CV kam das Chassis von Malicet & Blin und der Vierzylindermotor von Ballot. Der 8 CV hatte einen Hubraum von 1131 cm³ mit 60 mm Bohrung und 100 mm Hub.
Nach dem Ersten Weltkrieg war für kurze Zeit ein Zweizylindermodell erhältlich, dann wieder Vierzylindermodelle. Der 6/8 HP hatte einen Vierzylindermotor mit 1300 cm³ mit einer Bohrung von 60 mm und einem Hub von 115 mm. Der Radstand betrug 2750 mm. Der 8/10 HP hatte einen Vierzylindermotor mit 1526 cm³ mit einer Bohrung von 65 mm und einem Hub von 115 mm. Der Radstand betrug 2850 mm. 1925 gab es ein Modell mit einem Motor von CIME mit 1494 cm³ Hubraum, sowie Modelle mit ventillosen Motoren von Ballot und S.C.A.P. mit Hubräumen zwischen 894 cm³ und 1614 cm³.
Ein Fahrzeug dieser Marke ist im Musée National de la Voiture du Tourisme in Compiègne zu besichtigen.